# Org 12,962
Org 12,962 je lek koji deluje kao potentan i selektivan agonist za 5-2 receptorske familije, sa visokim afinitetom za  i nižim za  tip. On je razvijen kao potencijalni lek protiv anksioznosti, ali su klinička ispitivanja prekinuta nakon što su testovi pokazali da je njegov dejstvo praćeno nuspojavama kao što je vrtoglavica, što se objašnjava nedovoljnom selektivnošću in vivo u odnosu na halucinogeni  receptor.